# Heilig Hartbeeld (Beek, Montferland)
Het Heilig Hartbeeld is een standbeeld in de Nederlandse plaats Beek (Montferland), in de provincie Gelderland.

## Achtergrond
Het Heilig Hartbeeld werd gemaakt bij 'GEBR. THISSEN EN ZN/FA JOS', het atelier van de dan al overleden beeldhouwer Jozef Thissen. De heer Van der Molen, kapelaan in Oldenzaal, voorheen te Beek, onthulde het beeld bij de Sint-Martinuskerk op 26 juni 1933. 

## Beschrijving
Het beeld toont een staande Christusfiguur met gespreide armen, gekleed in een tunica met pallium. Op zijn borst is het vlammend Heilig Hart zichtbaar, bekroond door een kruisje. Het beeld is op een wereldbol geplaatst.
De sokkel bestaat uit in- en uitspringende onderdelen met een geïntegreerde bloembak, steeds afgesloten door een rollaag. Op de sokkel de tekst 

KOMT ALLEN TOT MIJ

## Waardering
Het beeldhouwwerk werd in 2000 als rijksmonument ingeschreven in het monumentenregister, onder meer "als goed voorbeeld van een vrijstaand natuurstenen Heilig Hartbeeld geplaatst op een samengestelde bakstenen sokkel uitgevoerd in expressieve baksteenstijl. Gelijkenis in stijl vertonen de bakstenen pijlers, als onderdeel van het hekwerk."